# Salvo D’Acquisto
Salvo D’Acquisto (Nápoly, 1920. október 15. – Fiumicino, 1943. szeptember 23.) olasz karabélyos (olaszul: carabiniere) volt a második világháború idején.
1943. szeptember 22-én két német katona meghalt, kettő további pedig megsebesült egy fellelt lőszerrakomány vizsgálata során, robbanás következtében. A németek szabotázsnak tekintették. Így megtorlásul német katonák összegyűjtötték egy csapatnyi (22) civilt kihallgatás és agyonlövés céljából. A németek arra próbálták kényszeríteni őket, hogy mondják meg a szabotázs elkövetőinek neveit. A civilek hangsúlyozták, hogy ők ártatlanok. 
D’Acquisto, aki a helyi karabélyos csendőrök állomáshelyéért felelős tisztként szolgált, feláldozta magát, hogy megmentse a civileket. Hamis vallomást tett. Magára vállalta a felelősséget. 
A németek kivégezték, golyó által, Palidoróban 1943. szeptember 23-án. A civilek tehát megmenekültek, kiszabadultak, egy vezető tiszt, Salvo D’Acquisto keresztény önzetlenségű önfeláldozásának köszönhetően.

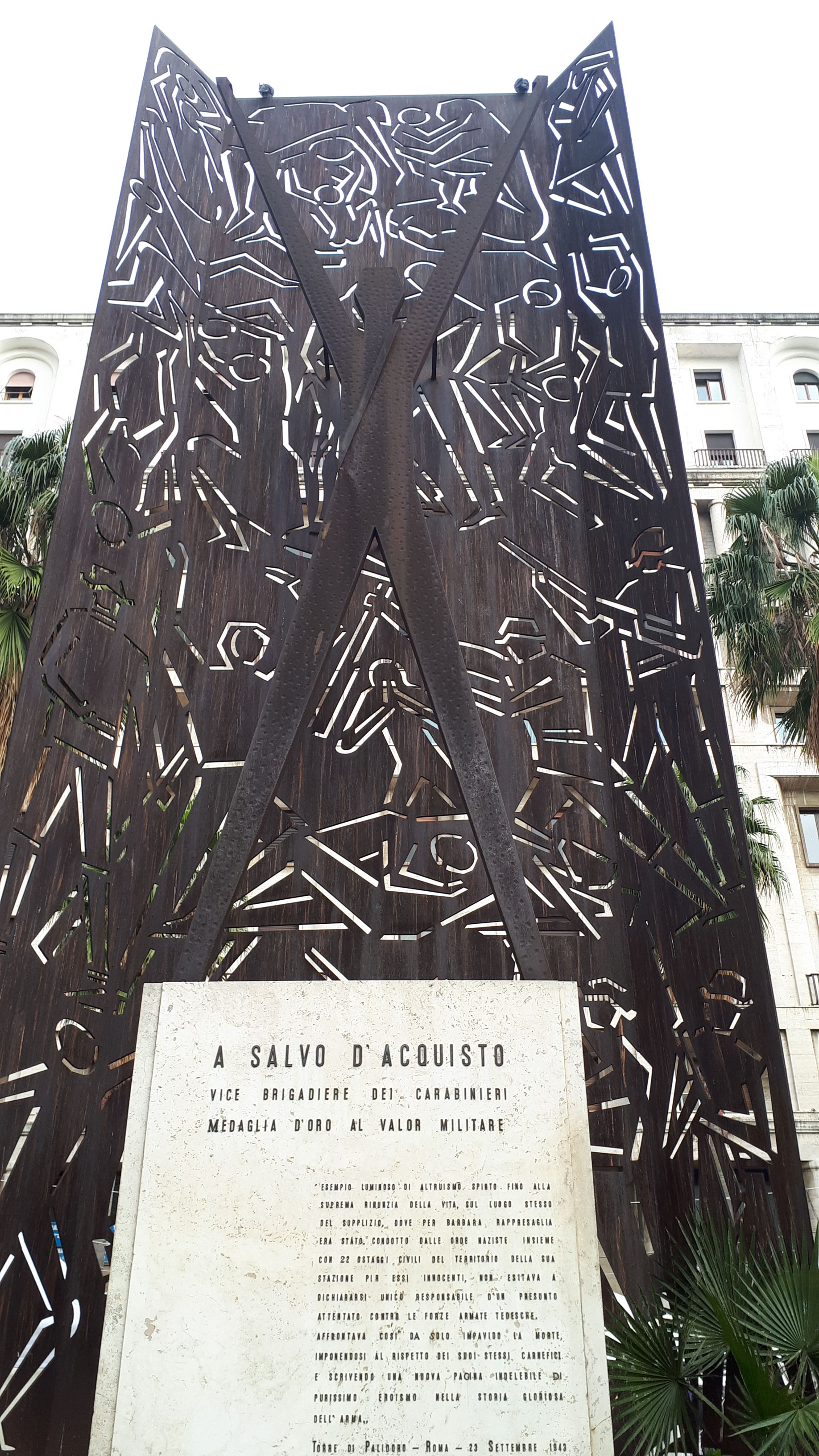
Salvo D'Acquisto emlékműve Nápolyban

Salvo D’Acquisto, posztumusz, megkapta a bátorságért járó katonai aranyérdemérmet (M.O.V.M.).
II. János Pál pápa Isten Szolgájává (lat.: Dei Servus) nyilvánította.
2025-ben Ferenc pápa tiszteletreméltóvá (lat.: venerabilis) nyilvánította.